# Giro dell'Emilia 1984
Il Giro dell'Emilia 1984, sessantasettesima edizione della corsa, si svolse il 4 ottobre 1984 su un percorso di 237,5 km. La vittoria fu appannaggio dell'italiano Ezio Moroni, che completò il percorso in 5h50'00", precedendo l'australiano Michael Wilson e il connazionale Roberto Ceruti.

## Ordine d'arrivo (Top 10)
| Pos. | Corridore           | Squadra               | Tempo    |
| ---- | ------------------- | --------------------- | -------- |
| 1    | Ezio Moroni         | Atala-Campagnolo      | 5h50'00" |
| 2    | Michael Wilson      | Alfa Lum-Olmo         | s.t.     |
| 3    | Roberto Ceruti      | Del Tongo-Colnago     | s.t.     |
| 4    | Acácio da Silva     | Malvor-Bottecchia     | s.t.     |
| 5    | Claudio Corti       | Sammontana-Campagnolo | s.t.     |
| 6    | Marino Amadori      | Alfa Lum-Olmo         | s.t.     |
| 7    | Emanuele Bombini    | Del Tongo-Colnago     | a 18"    |
| 8    | Giovanni Mantovani  | Malvor-Bottecchia     | a 30"    |
| 9    | Alberto Volpi       | Bianchi-Piaggio       | s.t.     |
| 10   | Palmiro Masciarelli | Gis Gelati-Tuc Lu     | s.t.     |